# Missões diplomáticas da Guiné

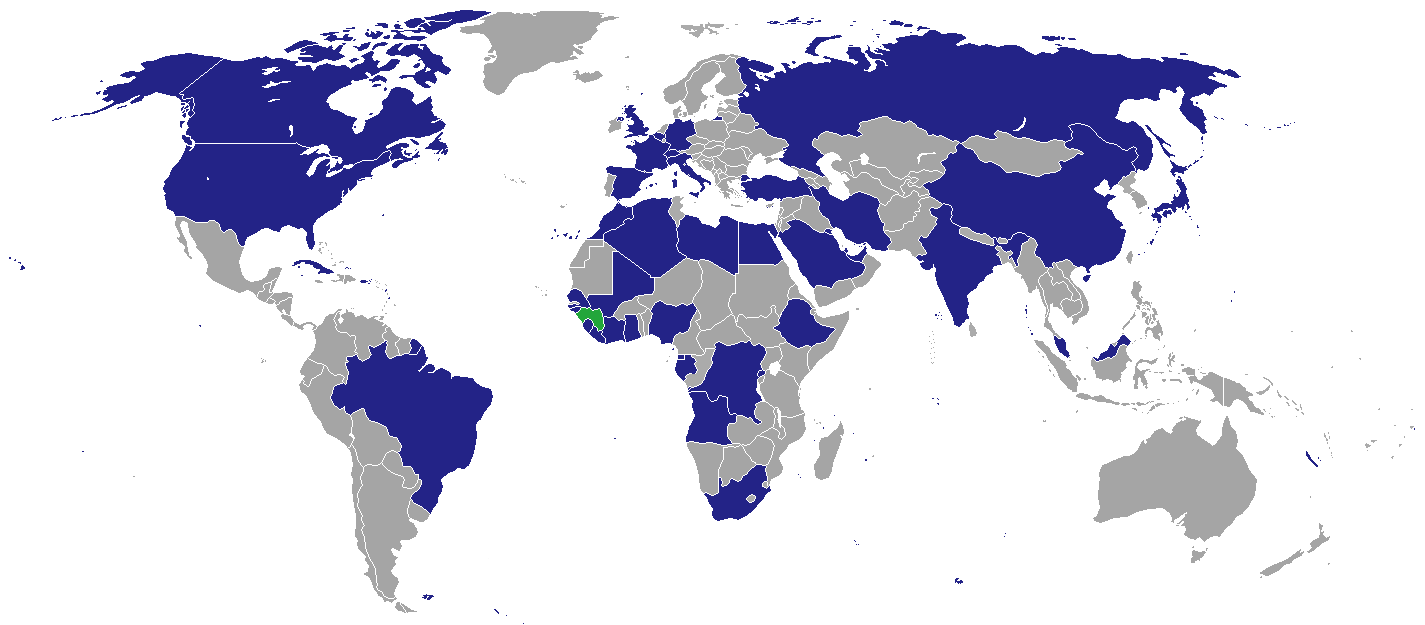
Missões diplomáticas da Guiné.

Abaixo estão listados as embaixadas e consulados da Guiné: 

## Europa

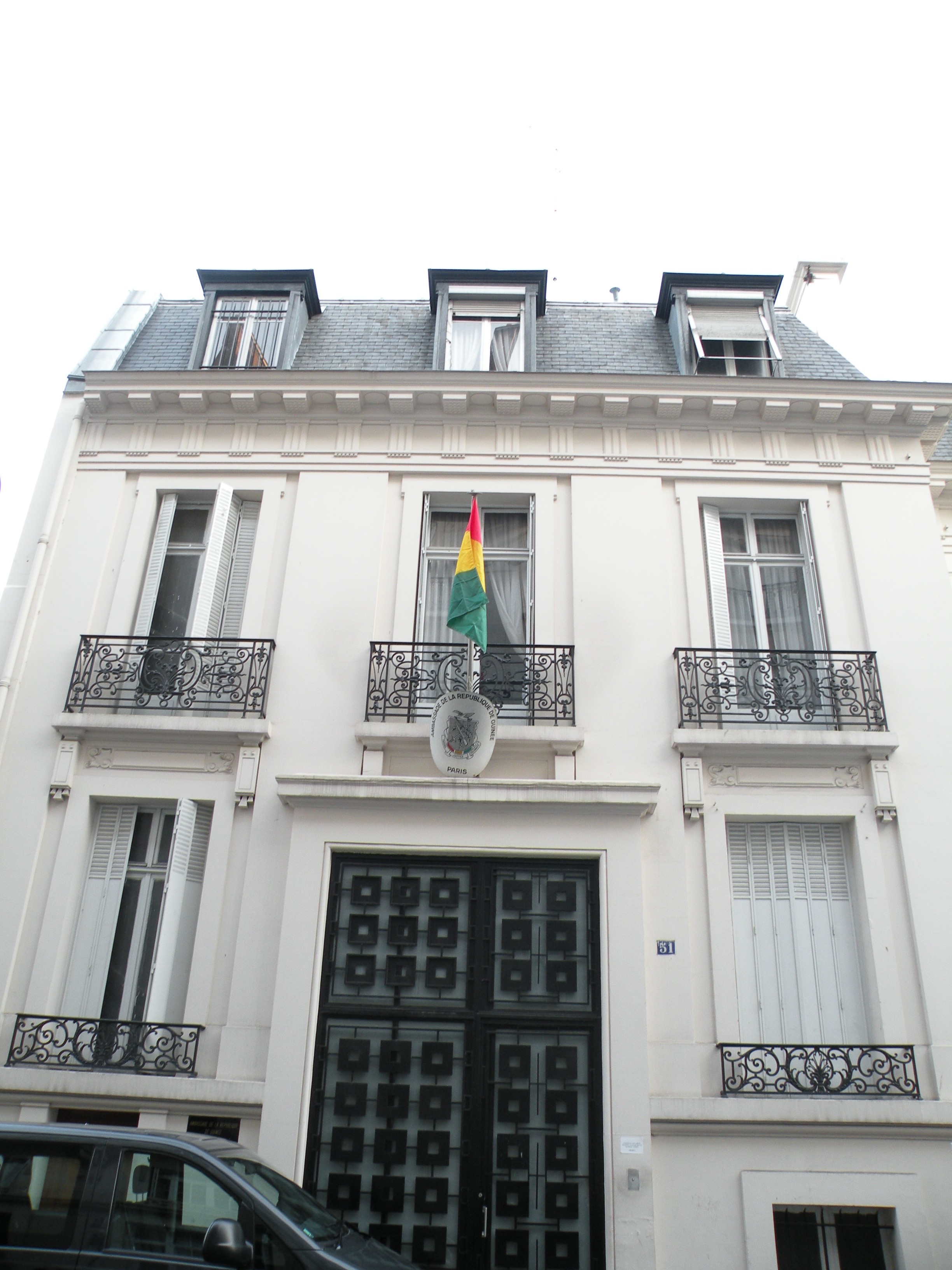
Embaixada da Guiné em Paris, França.

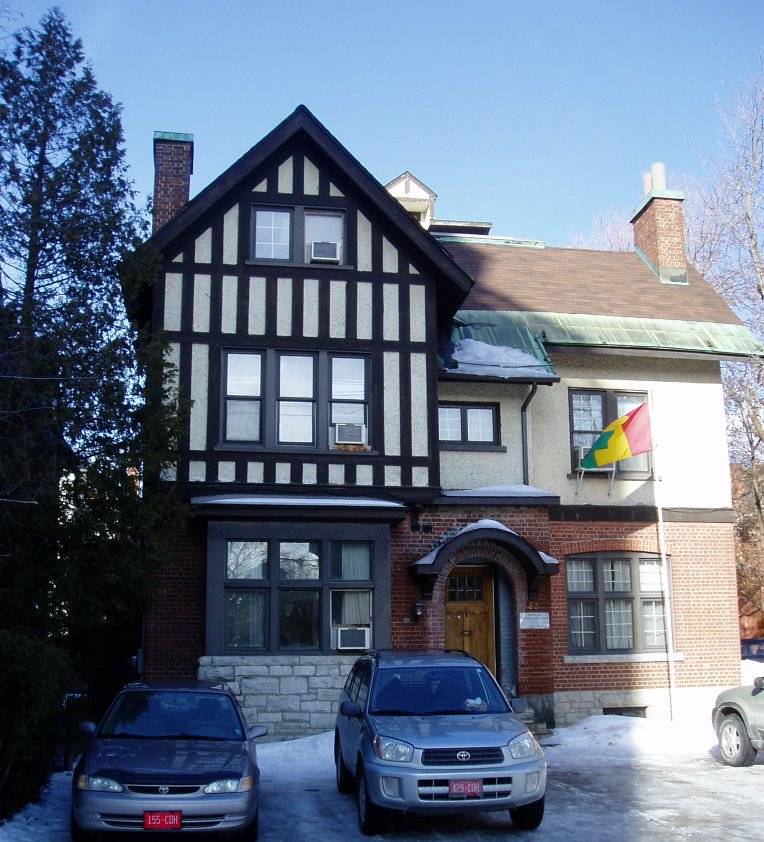
Embaixada da Guiné em Ottawa, Canadá.

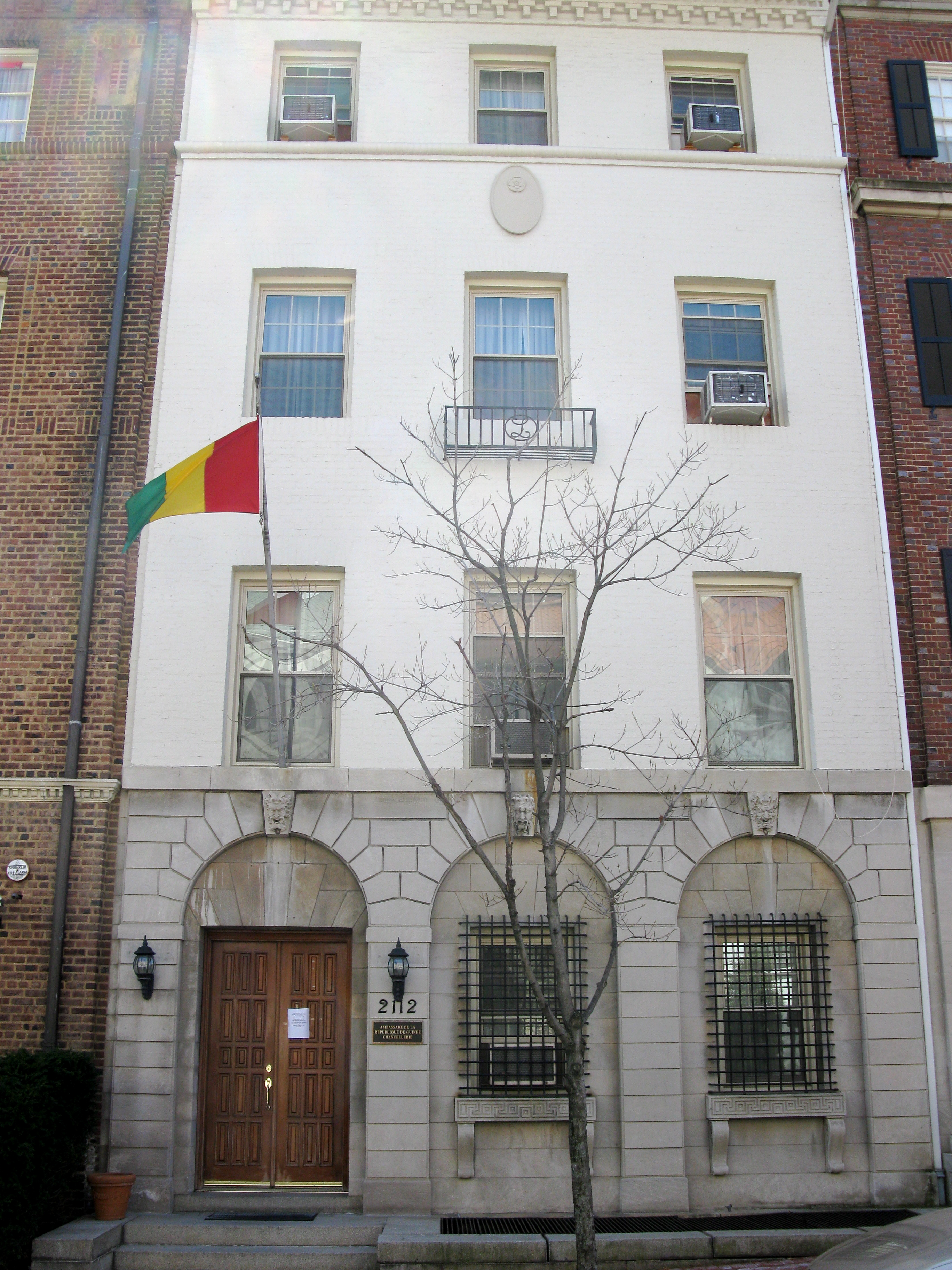
Embaixada da Guiné em Washington DC, EUA.

- Alemanha
  - Berlim (Embaixada)
- Bélgica
  - Bruxelas (Embaixada)
- França
  - Paris (Embaixada)
- Itália
  - Roma (Embaixada)
- Portugal
  - Lisboa (Embaixada)
- Rússia
  - Moscou (Embaixada)
- Sérvia
  - Belgrado (Embaixada)
- Suíça 
  - Genebra (Embaixada)
- Reino Unido
  - Londres (Embaixada)

## América
- Brasil
  - Brasília (Embaixada)
- Canadá
  - Ottawa (Embaixada)
- Cuba
  - Havana (Embaixada)
- Estados Unidos
  - Washington DC (Embaixada)

## África
- África do Sul
  - Pretória (Embaixada)
- Argélia
  - Argel (Embaixada)
- Angola
  - Luanda (Embaixada)
- Costa do Marfim
  - Abidjã (Embaixada)
- Etiópia
  - Adis-Abeba (Embaixada)
- Egito
  - Cairo (Embaixada)
- Gabão
  - Libreville (Embaixada)
- Gana
  - Accra (Embaixada)
- Guiné-Bissau
  - Bissau (Embaixada)
- Libéria
  - Monróvia (Embaixada)
- Líbia
  - Trípoli (Embaixada)
- Mali
  - Bamako (Embaixada)
- Marrocos
  - Rabat (Embaixada)
- Nigéria
  - Abuja (Embaixada)
- Senegal
  - Dakar (Embaixada)
- Serra Leoa
  - Freetown (Embaixada)

## Ásia
- Arábia Saudita
  - Riad (Embaixada)
  - Jedda (Consulado-Geral)
- Emirados Árabes Unidos
  - Abu Dhabi (Embaixada)
  - Dubai (Consulado-Geral)
- China
  - Pequim (Embaixada)
- Irão
  - Teerã (Embaixada)
- Japão
  - Tóquio (Embaixada)
- Malásia
  - Kuala Lumpur (Embaixada)

## Organizações multilaterais
- Nova Iorque (Delegação ante as Nações Unidas)